# Jiří Homoláč
Jiří Homoláč (* 25. února 1990) je český reprezentant vytrvalostního běhu.
V mládí začínal s tenisem, hokejem a fotbalem. Po zranění kotníku se v 17 letech začal věnovat běhu. Vyzkoušel běžecké disciplíny na dráze, v terénu, běhy do vrchu a silniční běhy, kterým se věnuje nejvíce. Úspěchy brzy přicházely a Homoláč několikrát reprezentoval ČR na mezinárodních akcích. V roce 2011 vyhrál Modřický pohár, v témže roce Svatováclavský běh v Blažovicích. V letech 2013, 2014 a 2016 vyhrál Žebráckou pětadvacítku. V roce 2011, 2015 a 2016 zvítězil v závodě Triexpert Vokolo príglu. Kvalifikoval se na Mistrovství Evropy 2016, které se konalo v Amsterdamu, kde v půlmaratonu obsadil 64. místo a také 16. místo v družstvu půlmaratonu. Jeho ambice kvalifikovat se na Olympijské hry ho přiměla trénovat v keňském Itenu v nadmořské výšce 2400 m. Jeho trenérem je Róbert Štefko. Homoláč se Štefkem pořádají i tréninkové kempy, kde si mohou běžci pod jejich vedením zatrénovat.[zdroj?]

## Osobní rekordy
Maraton: 2:14:35 (BMW Berlin Marathon 2019)
Půlmaraton: 1:03:23 (Sportisimo 1/2Maraton Praha 2017)
10 km: 29:35 (Birell Grand Prix Praha 2018)